# Carl Gottfrid Fineman
Carl Gottfrid Fineman (Hudiksvall, 31 luglio 1858 – Gullspång, 15 febbraio 1937) è stato un meteorologo e imprenditore svedese.

## Biografia
Fineman studiò all'’Università di Uppsala, dove conseguì la laurea nel 1879. Dal 1881 al 1883 insegnò fisica all'Istituto agrario di Ultuna (una località vicino a Uppsala) e contemporaneamente lavorò come assistente professore presso il dipartimento di meteorologia dell'università di Uppsala. In seguito partecipò come fisico e meteorologo al viaggio effettuato dalla fregata Vanadis fra il 1883 e il 1885 in Sudamerica, Oceania, Asia ed Europa. Dopo il viaggio tornò all'università per approfondire i suoi studi e nel 1886 ideò un nuovo modello di nefoscopio, che fece costruire a Uppsala. Nel 1889 conseguì il dottorato a Uppsala con una dissertazione sull'uso del nefoscopio. Dal 1890 insegnò fisica all'Accademia navale fino al 1895, quando fu assunto come assistente all'Ufficio nautico e meteorologico. Nel 1903 divenne proprietario di una fabbrica a Ribbingsfors ma continuò a lavorare all'Ufficio nautico e meteorologico, di cui nel 1904 divenne direttore. Nel 1919 diede le dimissioni dall'incarico per dedicarsi esclusivamente ai suoi interessi economici e industriali. Dal 1921 al 1926 fu amministratore delegato degli Stabilimenti tecnici Barnängens. Dopo questo periodo si ritirò a Ribbingsfors, vicino a Gullspång, dove morì nel 1937.